# 江普乡
江普乡，是中华人民共和国四川省凉山彝族自治州会理市曾经下辖的一个乡。

## 行政区划
江普乡撤销前下辖以下地区：
丰隆村、新建村、坪镇村、二坪村、智力村和船房村。